# Station Birken
Station Birken was een spoorweghalte langs spoorlijn 39 (station Welkenraedt - station Botzelaer) in het gehucht Birken bij Montzen, een deelgemeente van de gemeente Plombières. Oorspronkelijk heette deze stopplaats Montzen, maar deze naam verhuisde naar het grotere station Montzen langs lijn 24.
0,0: Welkenraedt ·
3,0: Henri Chapelle ·
Birken ·
1,2: Montzen Village ·
2,5: Montzen · /
8,3: Moresnet ·
11,0: Plombières ·
17,1: Gemmenich ·
18,0: Botzelaer